# ألان غيدز
ألان غيدز (بالإنجليزية: Alan Geddes) هو منافس ألعاب قوى نيوزيلندي، ولد في 7 أغسطس 1912، وتوفي في 27 يناير 1993 في دنيدن في نيوزيلندا.